# P.J. Hairston
Samuel Peterson Hairston jr., detto P.J. (Greensboro, 24 dicembre 1992), è un ex cestista statunitense, professionista nella NBA.

## Carriera
Dopo una stagione e 26 presenze in NBA D-League con i Texas Legends, è stato selezionato al primo giro del Draft NBA 2014 dai Miami Heat come 26ª scelta assoluta, venendo poi ceduto agli Charlotte Hornets.
È il primo giocatore della storia proveniente dalla NBA D-League, ad essere scelto al primo giro del Draft.
il 17 febbraio 2016 viene ceduto ai Memphis Grizzlies.

## Palmarès
- McDonald's All-American Game (2011)
- All-NBDL All-Rookie Second Team (2014)